# محمد مددپور
محمد مددپور (زادهٔ فروردین ۱۳۳۴ در بندر انزلی – درگذشتهٔ ۴ فروردین ۱۳۸۴) نویسنده و محقق ایرانی در حوزهٔ فلسفهٔ غرب،  فلسفهٔ هایدگر، فلسفهٔ تکنولوژی، نیهیلیسم، فلسفهٔ هنر و هنر اسلامی بود.

## زندگی
وی متولد سال ۱۳۳۴ در بندر انزلی بود. او که دارای دکترای فلسفهٔ هنر بود، از شاگردان سید احمد فردید محسوب می‌شد و درس‌های فردید را در کتابی با عنوان «دیدار فرهی و فتوحات آخرالزمان» نگاشت.
او همچنین مدیر دفتر مطالعات دینی پژوهشگاه فرهنگ و هنر اسلامی حوزهٔ هنر و عضو هیأت علمی دانشگاه شاهد بود. وی بیش از بیست سال در حوزهٔ مباحث نظری فلسفی و حکمت و هنر اسلامی تحقیق کرد و آثار بسیاری از وی به‌جا مانده‌است.
محمد مددپور در ۴ فروردین ۱۳۸۴ بر اثر سانحهٔ رانندگی درگذشت.